# Minudasht
Mīnūdasht (farsi مینودشت) è il capoluogo dello shahrestān di Minudasht, circoscrizione Centrale, nella provincia del Golestan. Aveva, nel 2006, una popolazione di 25.983 abitanti.